# Adonisea mexicana
Adonisea mexicana är en fjärilsart som beskrevs av George Francis Hampson 1903. Adonisea mexicana ingår i släktet Adonisea och familjen nattflyn. Inga underarter finns listade i Catalogue of Life.